# 볼링 포 콜럼바인
《볼링 포 콜럼바인》(Bowling for Columbine)은 마이클 무어 감독이 제작한 다큐멘터리 영화로, 콜럼바인 고등학교 총기 난사 사건을 다루고 있다. 아카데미 시상식에서 장편다큐멘터리상을 받았으며, 독립영화 정신상에서 장편 다큐멘터리상을 받았다. 그리고 칸 영화제의 55주년 특별기념상과 제75회 아카데미 시상식에서 장편 다큐멘터리상을 수상했다. 이 영화는 콜로라도 주에 있는 콜럼바인고등학교의 두 학생이 벌인 총기 난사 사건의 원인을 파헤친다. 감독은 이 영화에서 타인에 대한 공포와 적대를 생산하는 미국의 국내외 정책이 사건의 진짜 원인이라고 주장한다.

## 배역
- 마이클 무어
- 데니즈 암스
- 아서 A. 버시
- 배리 글래스너
- 찰턴 헤스턴
- 마릴린 맨슨
- 크리스 록
- 맷 스톤
- 마이클 콜드웰
- 딕 클라크
- 세스 콜린스
- R. 버드 드위어
- 에릭 해리스
- 지미 휴즈
- 딕 허린
- 브랜드 T. 잭슨
- 대니얼 존스
- 딜런 클레볼드
- 톰 모저
- 해럴드 모스
- 로버트 J. 피켈

## MBC 성우진
- 박지훈 - 마이클 무어(마이클 무어) / 해설
- 황일청
- 한규희
- 이성
- 권혁수
- 이병식
- 이종혁
- 변종필
- 윤성혜
- 엄태국
- 이철용
- 송준석
- 최한
- 문남숙
- 박신희
- 방성준
- 정재헌
- 조현정